# Paladu Mic, Szabolcs-Szatmár-Bereg
Paladu Mic (în maghiară Kispalád) este un sat în districtul Fehérgyarmat, județul Szabolcs-Szatmár-Bereg, Ungaria, având o populație de 573 de locuitori (2011). 

## Demografie
Componența etnică a satului Paladu Mic
     Maghiari (72,35%)
     Romi (27,65%)
Componența confesională a satului Paladu Mic
     Reformați (65,45%)
     Romano-catolici (2,62%)
     Fără religie (1,92%)
     Luterani (1,05%)
     Necunoscută (28,45%)
     Greco-catolici (0,52%)
     Alte religii (4,01%)
Conform recensământului din 2011, satul Paladu Mic avea 573 de locuitori. Din punct de vedere etnic, majoritatea locuitorilor (72,35%) erau maghiari, cu o minoritate de romi (27,65%).  Din punct de vedere confesional, majoritatea locuitorilor (65,45%) erau reformați, existând și minorități de romano-catolici (2,62%), persoane fără religie (1,92%) și luterani (1,05%). Pentru 28,45% din locuitori nu este cunoscută apartenența confesională.